# Elmshorn
Elmshorn (dolnoniem. Elveshorn lub Elmshoorn) – miasto w północnych Niemczech w kraju związkowym Szlezwik-Holsztyn, w powiecie Pinneberg, siedziba urzędu Elmshorn-Land. Miasto położone ok. 32 km na północ od Hamburga nad rzeką Krückau, w pobliżu Łaby.

## Współpraca
- Jündewatt, Dania
- Molde, Norwegia
- Raisio, Finlandia
- Schotten, Hesja
- Stargard, Polska
- Tarascon, Francja
- Wittenberge, Brandenburgia